# Léon Mubikayi Mubalamate
 (août 2024).
Léon Mubikayi Mubalamate, né le 12 janvier 1964 à Luebo dans la province du Kasaï, en République démocratique du Congo, est un homme politique congolais. Il est député national élu de la province du Kasaï et de la circonscription électorale de Luebo, professeur des universités, gynécologue obstétricien et président du conseil d’administration du fonds minier pour les générations futures.

## Biographie
Né le 12 janvier 1964 à Luebo, il est détenteur d'une licence en médecine, chirurgie et accouchement de l'université de Kisangani et spécialiste en gynécologie et en santé publique à l’Université d’Abidjan en Côte d’Ivoire.
Léon Mubikayi Mubalamate est également détenteur du titre d’agrégé de l’enseignement supérieur en médecine après avoir soutenu avec brio sa thèse sur les « Déterminants de la réussite de la chirurgie réparatrice de la fistule obstétricale  ». Depuis 2018 il est Professeur associé. 
Au mois de novembre 2021, soit 4 ans après ladite soutenance, Léon Mubikayi obtient un nouveau galon. il est élevé au rang de Professeur full à la suite de ses cinq publications de qualité dans les revues internationales.

## Parcours
En 1989, il est engagé médecin dans la zone de santé de Karawa dans la province de l’Équateur où il deviendra médecin chef de zone en 1991 avant d’être affecté à l’hôpital général de Tshikaji à Kananga dans la province du Kasaï central en 1993 comme médecin au service de gynécologie jusqu’en 1997.
Dans le but de se perfectionner, il poursuit simultanément deux spécialisations de 1997 à 2002 en gynécologie et en santé publique à l’Université d’Abidjan en Côte d’Ivoire, il revient au pays en 2002 et est sollicité à l’hôpital général de Tshikaji comme médecin chef du service de gynécologie et élevé au poste de médecin chef de zone de Tshikaji. Il exercera les fonctions de médecin chef de service de gynécologie-obstétrique à l’hôpital Bon Berger (HBB) et médecin directeur de l’Institut médical chrétien du Kasaï (IMCK). 
En 2009, il est sollicité à l’hôpital Biamba Mutombo à Kinshasa comme médecin au service de gynécologie.
C'est depuis 2009 qu'il est membre de l’Union pour la Démocratie et le Progrès Social (UDPS).
Après sa candidature malheureuse aux élections de 2006, Il est élu député national pour la première fois aux élections de novembre 2011, réélu aux élections de décembre 2018 puis de décembre 2023.
En novembre 2016 il est élu président du groupe parlementaire  et alliés par ses pairs et réelu en 2018.
Il est nommé par ordonnance présidentielle en décembre 2021, président du conseil d’administration du Fonds minier pour les générations futures « FOMIN ».

## Vie privée
Léon Mubikayi est marié et père de 6 enfants.